# Palais Pedro Ernesto
Le Palácio Pedro Ernesto est un bâtiment historique situé à Rio de Janeiro, au Brésil. Depuis 1923, le bâtiment abrite la mairie (Câmara Municipal) de Rio de Janeiro.

## Histoire
Le bâtiment a été inauguré en 1923, après avoir reçu le surnom de Cage d'Or par l'historien Brasil Gerson en raison du coût extrêmement élevé de sa construction, plus du double de celui du Théâtre Municipal de Rio de Janeiro. La conception et la construction du bâtiment ont été réalisées par l'ingénieur Heitor de Melo et l'architecte Arquimedes Memória avec des œuvres de Carlos Oswald, Eliseu Visconti et des frères Carlos et Rodolfo Chambelland.

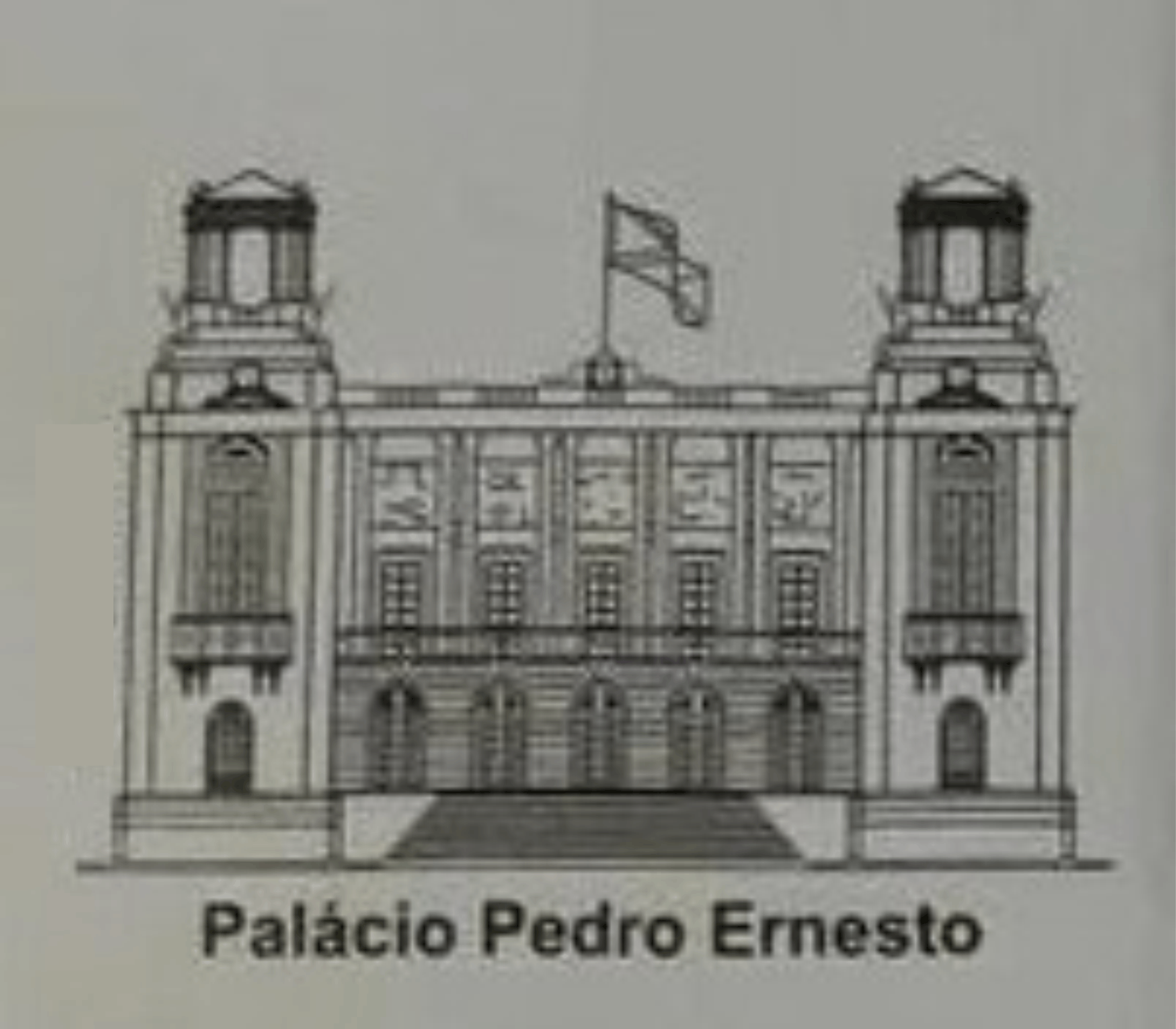
Logo architectural.

Avant de s'installer définitivement au Palácio Pedro Ernesto en 1923, la Chambre de Rio occupa 14 propriétés différentes, dont la Casa de Câmara de Cadeia no Morro do Castelo (1567-1637), la Casa Térrea à côté de l'église de São José (1636-1736), la Cadeia Velha (1736-1787 et 1792-1808), l'Arco do Teles à Largo do Paço (1787-1790), le Paço Municipal à Campo de Santana (1825-1874), ou Palácio do Campo de Santana (1882 –1896) et le Lycée des Arts et Métiers (1919-1923).